# De bende van Oss
De bende van Oss is een Nederlandse speelfilm van regisseur André van Duren over de zogenaamde Bende van Oss. De film is op 21 september 2011 in première gegaan en was de opening van het Nederlands Film Festival 2011. Een week later, op 29 september, draaide hij ook in de rest van de Nederlandse bioscopen. De hoofdrollen zijn voor Sylvia Hoeks, Matthias Schoenaerts, Frank Lammers, Marcel Musters. Belangrijke bijrollen worden gespeeld door Benja Bruijning, Matthias Schoenaerts, Theo Maassen, Daan Schuurmans en Pierre Bokma.

## Achtergrond
Het verhaal speelt zich een aantal jaren voor de Tweede Wereldoorlog af, in het Noord-Brabant tijdens de crisisjaren 30 van de twintigste eeuw.
Er heerst een misdaadgolf in Oss, het industriestadje dat tussen 1923 en 1935 de titel "Chicago aan de Maas" heeft. De bende van Oss is verantwoordelijk voor een groot deel van de 24 moorden die in deze periode worden gepleegd.
Voor de film is de historie wel het uitgangspunt, maar zowel de regisseur als de producent (Matthijs van Heijningen) verzekeren dat het vooral een spannende misdaadfilm en geen geschiedenisles is. De hoofdrolspelers zijn fictieve personages, samengesteld uit diverse verschillende bendeleden. Aan welluidende bijnamen van bendeleden als Toon de Soep, Bijs de Sijp, Trien de Snol en De Ceel kleven te veel persoonlijke kenmerken, daarom zullen ze als personages niet rechtstreeks in de film te zien zijn. Er zijn echter tal van feiten die op een of andere manier in het scenario terecht zijn gekomen.
De film handelt om de moord op caféhouder Jan van de Pas aan de grens met Berghem, een buurdorp van Oss. Geen roofmoord, maar een crime passionnel, gepleegd door wielrenner Jan Ceelen, die pas twee jaar later werd aangehouden. Hij lokte zijn rivaal op 8 november 1932 mee naar een eenzaam weiland en schoot hem in zijn rug. 'De Ceel' werd meteen aangehouden, maar onderging koelbloedig de verhoren. Er werden meer dan honderd getuigen gehoord. Hij moest de dader zijn, maar het harde bewijs ontbrak. De politie had de grootste moeite om in zwijgend Oss het bewijs bijeen te sprokkelen. Pas als er meer misdrijven worden opgelost durven Ossenaren te praten. Cruciaal waren de verklaringen van Janske van Uden, de vrouw van de kroegbaas die tegenover de politie haar treurige levensverhaal vertelde. Dit inspireerde de filmmakers om haar de hoofdrol in het filmscript te geven.

## Verhaal
Het verhaal wordt verteld vanuit het gezichtspunt van Johanna van Heesch (Sylvia Hoeks). Johanna is via haar man Ties (Matthias Schoenaerts) verzeild geraakt in de Osse bende en verdient haar boterham met betaalde liefde en met haar café, waar dagelijks bendeleden bijeenkomen. Onder leiding van de machtige Wim de Kuiper (Marcel Musters) zorgt de bende voor een golf van misdaad en moord die heel Nederland jarenlang in zijn greep houdt. De Nederlandse regering stuurt de Koninklijke Marechaussee om eens en voor altijd met het tuig af te rekenen. Johanna wil breken met de misdaad die haar omringt en krijgt hulp uit onverwachte hoek van de corrupte verzekeringsagent Harry den Brock (Frank Lammers). Maar hoe harder ze probeert los te komen van Oss, hoe verder ze wegzakt in oplichting, prostitutie en zelfs moord. De aanhoudende reeks van inbraken, diefstallen, brandstichtingen en moorden wordt pas in 1934 een halt toegeroepen wanneer de marechaussee in anderhalf jaar tijd ruim 160 Ossenaren oppakt. Zodra het onderzoek naar de bendeleden afgerond is, komt de marechaussee ook nog eens diverse zedendelicten en zwendel van lokale geestelijken en notabelen op het spoor. Het conflict escaleert tussen het katholieke zuiden en het protestantse noorden. De wachtmeester van de marechaussee (Daan Schuurmans) is vastbesloten de bende op te rollen en komt zodoende ook steeds dichter bij Johanna, die als een vlieg gevangen lijkt in het criminele web.
De "affaire Oss" leidt in Den Haag tot een kamerbreed conflict waarbij het op twee na laatste vooroorlogse kabinet-Colijn IV in grote moeilijkheden komt.

## Rolverdeling
- Sylvia Hoeks – Johanna van Heesch, cafébazin

Johanna werkt aan de lopende band, verdient bij met een illegaal café en met betaalde liefde. Ze is 25 jaar, knap, gevoelig, trots en intelligent. Ze is getrouwd met Ties die in de gevangenis zit.
- Benja Bruijning - Jan de Greeve

Jan is een jong lid van de bende. Hij droomt ervan om wielrenner te worden. Zijn liefde voor Johanna brengt hem in de problemen met zowel de bende als politie en justitie.  
- Frank Lammers – Harry den Brock, verzekeringsagent en consigliere

Harry den Brock is een verzekeringsagent, 34 jaar. Charmante rappe prater uit de middenklasse met een goede opleiding, aangetrokken door de spanning van de misdaad. Hij is de consigliere van de bende en is verliefd op Johanna.
- Daan Schuurmans – Henk Roelofse, wachtmeester van de marechaussee

Henk Roelofse is wachtmeester van de marechaussee, 35 jaar. Ambitieus, rechtlijnig, gezagsgetrouw. Wanneer blijkt dat macht sterker is dan ethiek maakt hij een rigoureuze keuze.
- Marcel Musters – Wim de Kuiper, bendeleider

Wim de Kuiper is de leider van de bende van Oss, 52 jaar. Een dictator die macht, zelfoverschatting en liefdadigheid combineert met lompheid en killersinstinct.
- Theo Maassen – Van Schijndel, politiecommandant

Corrupte politiecommissaris van de gemeentepolitie, speelt onder één hoedje met de frauderende burgemeester en met Wim de Kuiper, de leider van de bende.
- Pierre Bokma – Sal Hedeman, industrieel

Sal Hedeman is gebaseerd op een van de grondleggers van de Osse multinationals.
- Matthias Schoenaerts – Ties van Heesch, echtgenoot van Johanna

Ties is 30 jaar wanneer hij uit de gevangenis vrij komt. Hij is levensgevaarlijk en agressief. Hij doet een wanhopige poging zijn leven te beteren.
- Maria Kraakman – Trees, zus van Johanna

Trees is de oudere zus van Johanna, kwetsbaar omdat ze als kind polio heeft gehad
- Bert Geurkink – Gerard Kramer, marechaussee commandant

Kramer is een koppige rechtgeaarde Zeeuw die niets van het katholieke Oss moet hebben. Hij strijdt tegen de gemeentepolitie onder leiding van de burgemeester omdat die corrupt zou zijn en met de Bende samenwerkt.
- Jaap Spijkers – Pastoor De Roos, pastoor van de plaatselijke kerk

Hij is de biechtvader van Johanna, maar speelt onder één hoedje met de Bende. 
- Juul Vrijdag - Mien Biemans, de moeder van Johanna

Zij houdt van haar dochter, maar heeft een meegaander karakter.

## Productie
Opnames voor de film zijn gemaakt in het voorjaar van 2011.

### Filmlocaties
- Oss

Het huis op Molenstraat 59 is in de film het huis van verzekeringsagent Harry. Omdat er in de loop van de jaren veel gesloopt is in het Osse centrum, moesten sommige delen als het fabriekscomplex van Hartog geheel digitaal herbouwd worden.
- Ravenstein

Rondom herberg de Keurvorst in Ravenstein zijn de eerste filmscènes opgenomen. Het voormalige klooster JMJ aan de Kasteelseplaats vormde niet alleen het crisiscentrum van de filmploeg maar is ook een van de filmlocaties, onder meer voor de rechtbank.
- Den Bosch

Opnames voor de film zijn gemaakt in onder meer het oude ziekenhuis Johannes de Deo in de Papenhulst en bij het voormalige Huis van Bewaring in de Sint-Jorisstraat in Den Bosch.
- Katwijk

In een grote loods op Vliegbasis Valkenburg wordt onder meer Café Van Heesch opgebouwd, waar zich veel van de scènes van de film afspelen.
- Gemert-Bakel

Op de begraafplaats van de Oude Kerk van Gemert vond een opname plaats met Frank Lammers, spelende een corrupte, intelligente boekhouder voor de bende.

### Dialect
Met Sylvia Hoeks, Marcel Musters, Theo Maassen en Frank Lammers hebben de acteurs van De Bende van de Oss een hoog Brabants gehalte, maar geen van de acteurs spreekt vloeiend plat Oss. De taal die in de film vooral te horen is, zou je volgens regisseur Van Duren kunnen omschrijven als "ABB", Algemeen Beschaafd Brabants.
Wat dat betreft is Van Duren gelukkig met het succes van de film New Kids Turbo. "Er zijn overeenkomsten: er wordt Brabants gesproken, het gaat om volkse types en er is geweld. Natuurlijk is de Bende van Oss iets anders, maar voor de promotie van de film is het goed dat mensen het Brabants niet moe zijn."

## Kabinet-Colijn IV
De "affaire-Oss" is door de filmmaker en menig betrokken acteur weleens rechtstreeks verbonden met de val van het kabinet-Colijn IV, dit is echter niet het geval:
Het kabinet biedt vanwege het ontbreken van eenstemmigheid over de financiële politiek, met name ten aanzien van de financiering van de bestrijding van de jeugdwerkloosheid op 29 juni 1939 zijn ontslag aan, nadat in mei de minister van Financiën al is afgetreden. De katholieke ministers staan hierbij tegenover de ministers van de andere partijen. De positie van minister Goseling van Justitie komt begin 1939 ter discussie te staan vanwege de affaire-Oss. De minister wordt ervan beschuldigd een onderzoek van de marechaussee in Oss naar een zedenmisdrijf waarbij katholieke geestelijken zijn betrokken te hebben tegengewerkt. Een Kamercommissie velt een hard oordeel over het besluit van de minister, hoewel de goede trouw van de minister niet ter discussie staat. Dat oordeel wordt gedeeld door de meerderheid van de Tweede Kamer. Op het moment dat dit oordeel wordt uitgesproken, is het kabinet echter al gevallen over de kwestie van eerdergenoemde financiering. Het vijfde kabinet-Colijn volgt op 25 juli 1939 het vierde kabinet-Colijn op.